# The Body Shop
The Body Shop – brytyjska sieć detaliczna zajmująca się handlem kosmetykami. Od 2017 roku właścicielem przedsiębiorstwa jest brazylijska Natura. Pierwszy sklep stacjonarny otworzył w Polsce w lutym 2007 roku, na początku 2023 roku było ich 17.

## Historia
The Body Shop został założony w 1976 roku przez Anitę Roddick, która otworzyła swój pierwszy sklep w Brighton. W wieku 26 lat, wyszła za mąż za Szkota Gordona Roddicka.
Po wcześniejszych nieudanych rozmowach na temat ewentualnego przejęcia m.in. przez meksykańską Grupo Omnilife w 2001 roku, spółka została sprzedana na początku 2006 roku francuskiej grupie kosmetycznej L’Oréal za kwotę 950 mln euro. W 2017 roku spółka została przejęta przez brazylijską Natura, która specjalizuje się w dystrybucji produktów fair trade. W 2019 roku The Body Shop otrzymał certyfikat B-Corp.
Założycielka Anita Roddick zmarła 10 września 2007 roku w wieku 64 lat.